# Ukrainsk konst
Ukrainsk konst inkluderar fresker, ikonmålningar, skulpturer, keramik, textil och arkitektur.
Bildkonsten i Kievriket i det nuvarande Ukraina hade till att börja med en starkt bysantinsk prägel. Från Senmedeltiden märks inflytande från västeuropeisk konst. Ikonmåleriet frigjorde sig från sina bysantinska förebilder och blev mer och mer inspirerat av västlig stilutveckling och lokal folkkonst. En särpräglad porträttkonst uppstod på 1600-talet. En räcka av konstnärerna som verkade i Sankt Petersburg på 1700- och 1800-talen, var av ukrainsk härkomst. Nationalskalden Taras Sjevtjenko grundlade en nationell konsttradition med friluftsmåleri och en realistisk berättande stil i mitten av 1800-talet.
Arkitekturen i Ukraina var tidlig präglad av bysantinsk inflytande, och utvecklade på 1000-talet en karaktäristisk rysk kyrkoarkitektur. Ett storslaget exempel är Sofiakatedralen i Kiev. Medeltidens borgar, träkyrkor och städernas bostäder i nyrenässans hade alla förebilder i Polen och Litauen. På 1900-talet blev den tidigare huvudstaden Charkov ett centrum for modernismen med ett nytt monumentalt torg och stadsdelen Nya Charkov med traktorfabriken. Under Andra världskriget blev Ukraina utsatt for omfattande ödeläggelse, bland annat blev 70 procent av bebyggelsen i Charkov ödelagd. Efter kriget genomfördes återuppbyggnaden till största genom att uppföra modern bebyggelse, men många historiska byggnader har restaurerats.

## Galleri

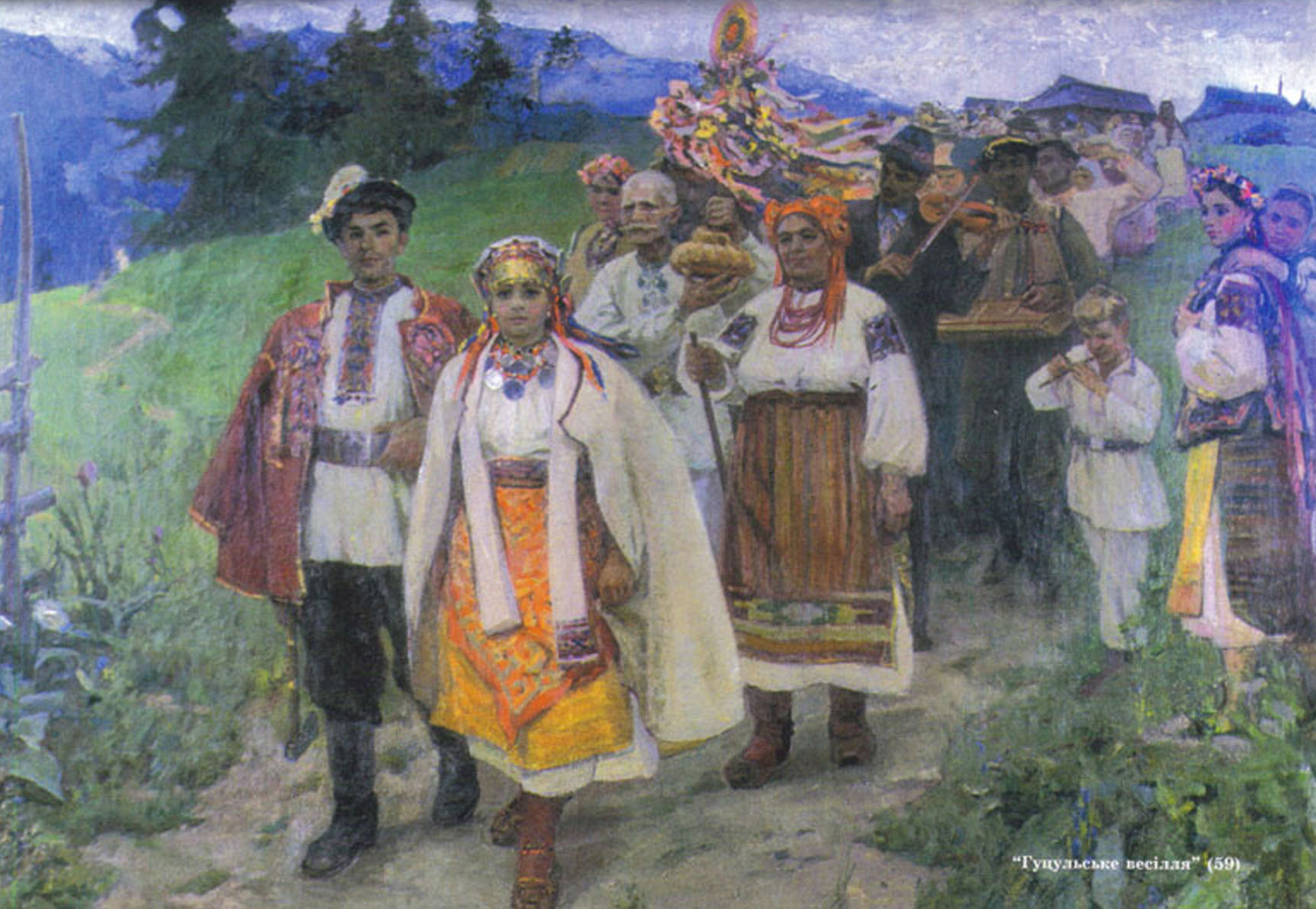
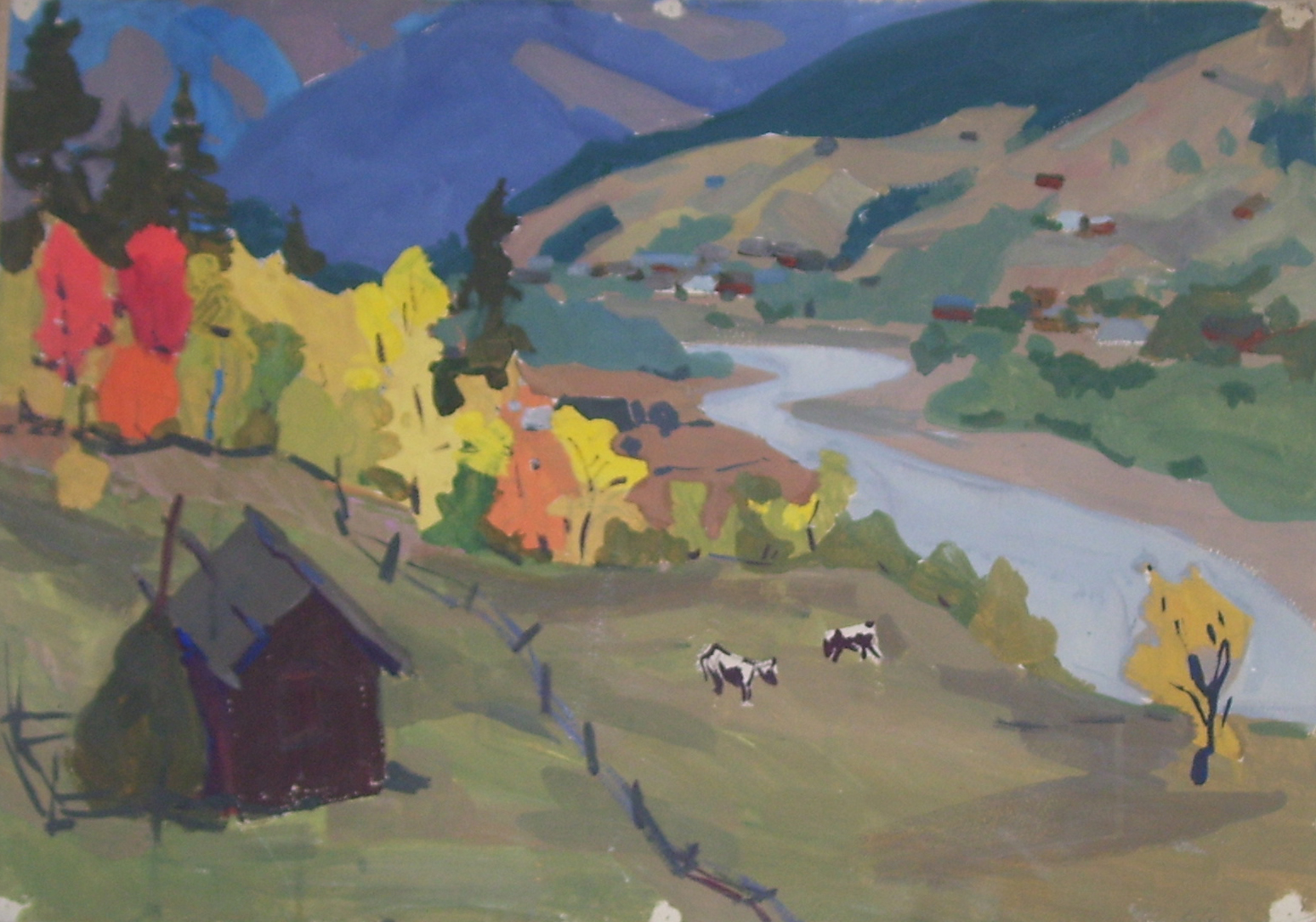
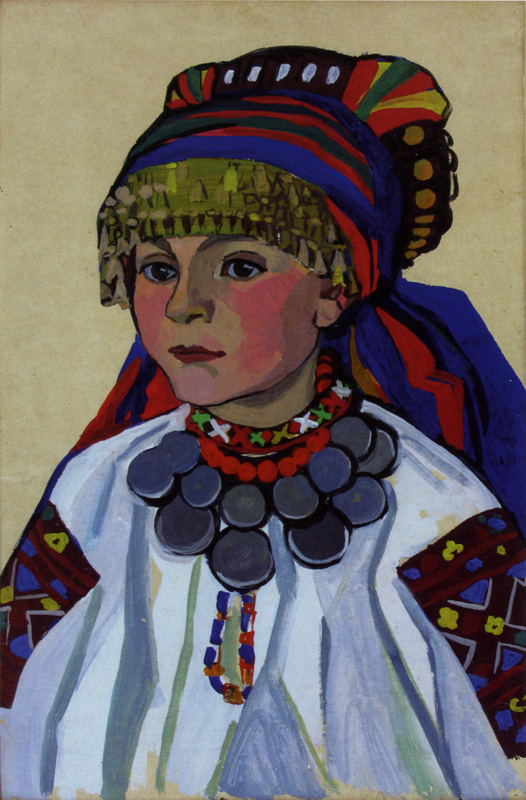

## Ukrainska konstnärer
- Mykola Pymonenko
- Oleksandr Murasjko
- Oleksandr Archypenko
- Oleksandr Bohomazow
- Tetiana Jablonska
- Ivan Martjuk
- Alexandra Exter
- Ilja Repin
- Andy Warhol

## Konstutställningar
- Art Kyiv Contemporary